# Barsine
Barsine (363 a. C. (?) - 309 a. C.) fue una princesa persa, que fue amante de Alejandro Magno.

## Contexto histórico
Barsine nació probablemente en el 363 a. C., hija de Artabazo II, sátrapa persa de la Frigia helespóntica.

## Juventud en el exilio
En el 358 a. C. su padre Artabazo se rebeló contra el rey Artajerjes III, fue vencido y obligado a exiliarse. En el 353 a. C., la familia llegó a Pella, capital macedónica residiendo durante diez años en la corte del rey Filipo II, donde Barsine coincidió con el príncipe Alejandro Magno, que tenía 8 o 9 años menos que ella, y con el filósofo Aristóteles. De hecho, la princesa aprendió a hablar perfectamente el griego. Con Artabazo viajaron sus mujeres, su hijo Farnabazo III, Barsine y Memnón de Rodas, hermano de Mentor, el marido de Barsine. En el 355 a. C., Artabazo se había casado con una hermana de estos dos rodios, mercenarios que había utilizado en su rebelión, y Mentor lo había hecho con Barsine, aunque el matrimonio no se había consumado por ser Barsine aún muy joven.
Artabazo se ganó su vuelta y su segunda carrera en el imperio aqueménida gracias a su yerno Mentor, quien se las había arreglado para obtener el perdón de Artajerjes III pasando a su servicio. Cuando el rey le preguntó qué podía darle como recompensa por sus actos, este le pidió el regreso de su hermano, cuñado y esposa. El rey perdonó a los rebeldes, quienes volvieron a Asia en el 342 a. C.. Así, Barsine y su marido se reencontraron aunque no pudieron disfrutar mucho de su matrimonio pues Mentor falleció dos años después. Por lo que sabemos, la pareja tuvo sólo una hija, que más tarde será la esposa de Nearco.
Casi inmediatamente, Barsine se casó con su cuñado Memnón, quien ya tenía varios hijos de un matrimonio anterior. En esos días Memnón vivía en la Tróade esperando ser nombrado comandante en jefe de las fuerzas persas en el oeste, cargo que ni Artajerjes III, ni Artajerjes IV ni Darío III se atrevieron a dar al exrebelde.

## Su relación con Alejandro Magno
Alejandro Magno invadió el Asia Menor en mayo del 334 a. C., ocupando las ciudades griegas de la costa oeste. Memnón y sus hijos participaron en la defensa y a pesar de que los persas quedaron destrozados en la batalla del Gránico, las habilidades de Memnón eran grandes por lo que finalmente fue nombrado jefe en el oeste. Para mantenerlo leal, Barsine se quedó como rehén en la corte del rey.
Memnón y (después de su muerte en el 333 a. C. por causas naturales) el hermano de Barsine, Farnabazo, obtuvieron grandes éxitos con una flota de 300 navíos de guerra. Controlaron el Egeo, amenazaron las líneas de suministro macedónicas, intentaron que los espartiatas se rebelaran y llegaron al punto donde podían llevar la guerra a Macedonia. Desafortunadamente para ellos, Darío perdió en la batalla de Issos.
En primavera del 332 a. C., Alejandro sitió Tiro. Ochenta capitanes fenicios y ciento veinte chipriotas decidieron marcharse, con lo que la flota persa se desintegró. Barsine y las mujeres de Darío estaban con el rey cuando este fue derrotado. Los hombres de Alejandro las tomaron cautivas.
Entonces Alejandro y Barsine continuaron su amistad de juventud, pocas semanas después de la muerte de Darío, Barsine y Alejandro estaban en Hircania cuando el padre de Barsine, Artabazo, se rindió al macedonio, convirtiéndose en hombre de confianza del conquistador. Barsine se convirtió en amante de Alejandro, y le acompañó en la conquista de Sogdiana.

## El final de su vida
En el 327 a. C., al finalizar la pacificación de Sogdiana, Barsine dio a luz un hijo, Heracles, que según ella era de Alejandro, aunque es más probable que no lo fuera, debido a las extrañas circunstancias de su embarazo y posterior aparición de ambos, luego de la muerte de Alejandro. Casi inmediatamente, Alejandro tomó por esposa a Roxana. Es comprensible que después de esto Barsine abandonara la corte, marchándose al oeste con su hijo a vivir en Pérgamo.
En el 309 a. C., después de la muerte de Alejandro, Poliperconte, uno de los diádocos, trató de defender los derechos de Heracles al trono, aunque Casandro lo impidió, convenciéndole de que debían ser eliminados. Barsine y Heracles fueron ejecutados.